# Survivor (singolo Destiny's Child)
Survivor è un singolo del gruppo statunitense Destiny's Child, pubblicato l'8 maggio 2001 come primo estratto dal terzo album in studio Survivor.
Il brano è stato accolto positivamente della critica musicale, che ne ha apprezzato il messaggio femminista considerandolo tra i migliori della carriera del gruppo, venendo riconosciuto con il Grammy Award alla miglior interpretazione R&B di un duo o gruppo. Il video correlato al brano ha vinto l'MTV Video Music Award al miglior video R&B.
Il brano ha raggiunto la seconda posizione della Billboard Hot 100 statunitense e la prima posizione nelle classifiche di Irlanda, Paesi Bassi, Norvegia e Regno Unito, dove è divenuto il secondo numero uno consecutivo del gruppo dopo Independent Women Part I.

## Composizione e testo
L'ispirazione per comporre il brano è sorta a Beyoncé ascoltando un dj alla radio che scherzava riguardo al fatto che tre membri avevano lasciato le Destiny's Child; il dj paragonava la band alla trasmissione televisiva Survivor (famosissimo reality show statunitense dove un gruppo di persone deve sopravvivere su un'isola deserta), chiedendo agli ascoltatori quale fosse stato secondo loro il prossimo membro ad essere cacciato dal gruppo.
Così Beyoncé insieme a suo padre e ad Anthony Dent ha utilizzato il titolo dello show come concetto base della canzone; negli Usa poi col termine "sopravvissuto" si intendono persone che hanno superato lunghi periodi bui e tormentati nella loro vita, riuscendo a risalire in vetta e a sopravvivere alle avversità. Survivor è infatti un manifesto di forza e tenacia, necessarie nella vita (e nel mondo dello spettacolo) per sopravvivere e arrivare in alto.
Nel ritornello del brano le tre ragazze cantano proprio di essere delle sopravvissute, di continuare a lavorare duro per realizzare i loro sogni, puntualizzando che non si lasceranno abbattere e non lasceranno perdere tutto.
Questo è il primo pezzo delle Destiny's Child in cui Michelle Williams canta una propria strofa, ovvero l'ultimo ponte prima del ritornello finale, dove la cantante spiega che dopo tanta tristezza e oscurità torna la serenità, e che se ci si circonda di energia positiva, le proprie imprese acquisteranno un valore eterno.

### Problemi legali e polemiche
Le strofe e il ponte cantati da Beyoncé e Kelly Rowland sono stati causa di polemiche e problemi legali. Le ex componenti Letoya Luckett e LaTavia Roberson dopo aver ascoltato in radio il testo della canzone hanno intentato un'ulteriore causa contro Beyoncé, Kelly e il manager Mathew Knowles per violazione di accordi riguardo al non infangare pubblicamente l'immagine dell'altra parte. Diverse sono le frasi che hanno scatenato l'astio di Letoya e LaTavia: nel brano Beyoncé si rivolge a un ipotetico interlocutore, dicendogli che la sua vita è sensibilmente migliorata dopo che se n'è andato, che è più felice, più ricca, più saggia e più forte; nella seconda strofa afferma che se prima pensava di non potercela fare senza di lui, invece riesce a respirare, a vedere perfettamente, a vivere ed è arrivata anche in alto senza il suo aiuto. La frase che più di ogni altra ha destato i maggiori sospetti è quella in cui Beyoncé dichiara di aver venduto 9 milioni di copie, nonostante il timore di non vendere più dischi senza la persona a cui il brano è rivolto.
Anche il ponte cantato da Kelly ha causato parecchi problemi: la cantante nella canzone augura il meglio a questo interlocutore, pregando che abbia successo e felicità, con l'assenza totale di stress; continua dicendo che non sparlerà di lui su internet, sui giornali o alla radio, e non mentirà su di lui e la sua famiglia compromettendo la propria cristianità. La seconda frase che ha mandato su tutte le furie Letoya e LaTavia è quella in cui Kelly dice di essere meglio di tutto questo e che sua madre l'ha educata in maniera migliore rispetto al destinatario della canzone.
Le due ragazze avevano già portato in tribunale Mathew Knowles, Beyoncé e Kelly dopo aver visto il video di Say My Name, in cui sono state sostituite da due nuove componenti senza essere avvisate.
Molti hanno visto in Survivor un messaggio rivolto proprio alle ex della band, ma la corte ha decretato che gli elementi non fossero abbastanza sufficienti affinché la parte di LeToya e LaTavia potesse essere risarcita.

## Accoglienza
Il brano è stato accolto positivamente della critica musicale, che ne ha apprezzato il messaggio femminista considerandolo tra i migliori della carriera del gruppo.
Matthew Jacobs dell'HuffPost scrive che il brano «ripropone il motivo della perseveranza con una severità da brividi», trovandola «orecchiabile e musicale», sebbene non «all'altezza dell'eleganza di Independent Women Part I o della delicatezza di Say My Name». Alexis Petridis del The Guardian riporta che le tre cantanti cantano «una feroce tempesta», apprezzando le strofe interpretate da Michelle Williams. Petridis afferma che la «grandezza» della canzone «non sta tanto nei testi, quanto piuttosto nella melodia e nel sottofondo con cui li imbriglia: abbastanza forti ed epici da far sembrare il loro vetriolo un'emancipazione».

## Video
Il videoclip del brano è stato diretto dal fidato Darren Grant e girato sia in interni che in esterni. Il video è stato presentato in anteprima mondiale su MTV Making The Video. Il concetto di base segue quello della canzone ispirato dallo show Survivor; le tre cantanti si risvegliano infatti sperdute sulla spiaggia di un'isola apparentemente deserta dopo un naufragio. Dopodiché trovano degli indumenti fatti di pelli di animali, li indossano e si inoltrano nella foresta, immergendosi in specchi d'acqua e scalando rocce. L'isola in realtà non è disabitata, e le tre ragazze (con un nuovo abbigliamento molto succinto secondo lo stile mimetico dei militari) eseguono una coreografia con gli abitanti dell'isola sullo sfondo di una sorta di tempio. Nell'ultimo ritornello le ragazze si accorgono della presenza di un elicottero giunto a cercarle, e quindi corrono verso la spiaggia per poter essere viste.
La versione remix del video elimina la prima strofa cantata da Beyoncé e il ponte cantato da Michelle, per fare posto a un lungo verso rap di Da Brat, la quale era già apparsa nel video remix di Jumpin' Jumpin'. La rapper appare sulla spiaggia dell'isola e nel mentre scale delle rocce in un abbigliamento mimetico.
Nel 2001 viene premiato come miglior video R&B agli MTV Video Music Awards.

## Riconoscimenti
Grammy Award
- 2002 – Miglior interpretazione R&B di un duo o gruppo

MTV Europe Music Awards
- 2001 – Candidatura alla miglior canzone

MTV Video Music Awards
- 2001 – Miglior video R&B
- 2001 – Candidatura al miglior video di un gruppo
- 2001 – Candidatura al miglior video pop

Soul Train Lady of Soul Awards
- 2001 – Miglior canzone R&B/Soul di un duo o gruppo

## Tracce
CD-Maxi Columbia 670 749 2
1. Survivor (Album Version) - 4:01
2. Survivor (Azza's Soul Remix Radio Edit) - 3:56
3. Survivor (Digital Black-N-Groove Radio Mix) - 3:56
4. Survivor (CB200 Club Anthem Mix) - 6:19

CD-Maxi Columbia 670780.2 (Sony) / EAN 9399700084771
1. Survivor (Album Version) - 4:01
2. So Good (Maurice's Soul Remix) - 7:34
3. So Good (Digital Black-n-Groove Club Mix) - 4:10
4. Independent Women Part I (Joe Smooth 200 Proof 2 Step Mix) - 4:16

## Cover
Nel 2011 il cast della serie televisiva Glee ha pubblicato una cover della canzone in medley con il singolo di Gloria Gaynor I Will Survive. La cover ha esordito alla posizione 51 della Billboard Hot 100.

## Successo commerciale
Il singolo è entrato nella Billboard Hot 100 al numero 43, diventando il debutto più alto in classifica della band fino a Lose My Breath del 2004 (che ha debuttato al numero 30). In poche settimane il pezzo ha raggiunto la posizione numero 2, quando in passato hit come No, No, No e Jumpin' Jumpin' erano arrivati al numero 3; il singolo non è riuscito a scalzare All for You di Janet Jackson dalla prima posizione, ma grazie al forte passaggio radiofonico è rimasto per cinque settimane alla posizione numero 1 della Hot 100 airplay (poi diventata Radio Songs). Nella A.R.C. Top 40 invece il singolo è arrivato al numero 1, rimanendovi per due settimane consecutive, così come nella Billboard Hot Dance Music Maxi-Singles Sales chart, dove è rimasto in vetta per otto settimane. Nel Regno Unito la canzone ha debuttato direttamente al numero 1, vendendo più di 260 000 copie e diventando disco d'argento. In Canada è arrivato al numero 2 come negli Usa, diventando il singolo di maggior successo nel paese, battendo Independent Women Part I (numero 3). In Nuova Zelanda il singolo è arrivato al numero 3, dove è rimasto stabile per tre settimane di seguito, mentre in Australia ha debuttato al numero 7, per poi passare altre 7 settimane in top20.
Nelle Filippine è la terza numero 1 conquistata dal gruppo dopo Say My Name e Independent Women Part I, mentre in Israele è stato il loro primo singolo a raggiungere la prima posizione. In Italia è stato il primo singolo di grande impatto della band e il primo a entrare in top10, entrando al numero 6 e spendendo 11 settimane in top20. Nei Paesi Bassi è stato il loro primo singolo a raggiungere il numero 1, quando No, No, No e Independent Women Part I erano arrivati al numero 2. Stesso risultato ottenuto in Irlanda e Norvegia, dove il singolo ha raggiunto la prima posizione nella sua seconda settimana di presenza in classifica. In Svizzera è stato il secondo singolo del gruppo a entrare in top5, arrivando al numero 5. In Austria è stato il primo singolo delle ragazze a entrare in top20, arrivando fino al numero 10, dove è rimasto per due settimane consecutive.
In Svezia è il singolo del gruppo che ha raggiunto la posizione più alta, e l'unico ad essere entrato in top5, arrivando fino alla terza posizione. In Danimarca è stato il loro secondo singolo consecutivo ad entrare in top5, arrivando al numero 4, posizione raggiunta anche in Finlandia. In Francia è stato il terzo singolo del gruppo a entrare in top20, dove ha passato 10 settimane consecutive raggiungendo la posizione numero 12.

## Classifiche
| Classifica (2001)         | Posizione massima |
| ------------------------- | ----------------- |
| Australia                 | 7                 |
| Austria                   | 10                |
| Belgio (Fiandre)          | 5                 |
| Belgio (Vallonia)         | 6                 |
| Canada                    | 2                 |
| Danimarca                 | 4                 |
| Finlandia                 | 4                 |
| Francia                   | 12                |
| Germania                  | 8                 |
| Irlanda                   | 1                 |
| Italia                    | 6                 |
| Nuova Zelanda             | 3                 |
| Norvegia                  | 1                 |
| Paesi Bassi               | 1                 |
| Regno Unito               | 1                 |
| Romania                   | 4                 |
| Spagna                    | 11                |
| Stati Uniti               | 2                 |
| Stati Uniti (R&B/Hip-Hop) | 6                 |
| Stati Uniti (Dance Club)  | 3                 |
| Stati Uniti (Rhythmic)    | 1                 |
| Svezia                    | 3                 |
| Svizzera                  | 5                 |